# Melba Moore

Melba Moore (2005)

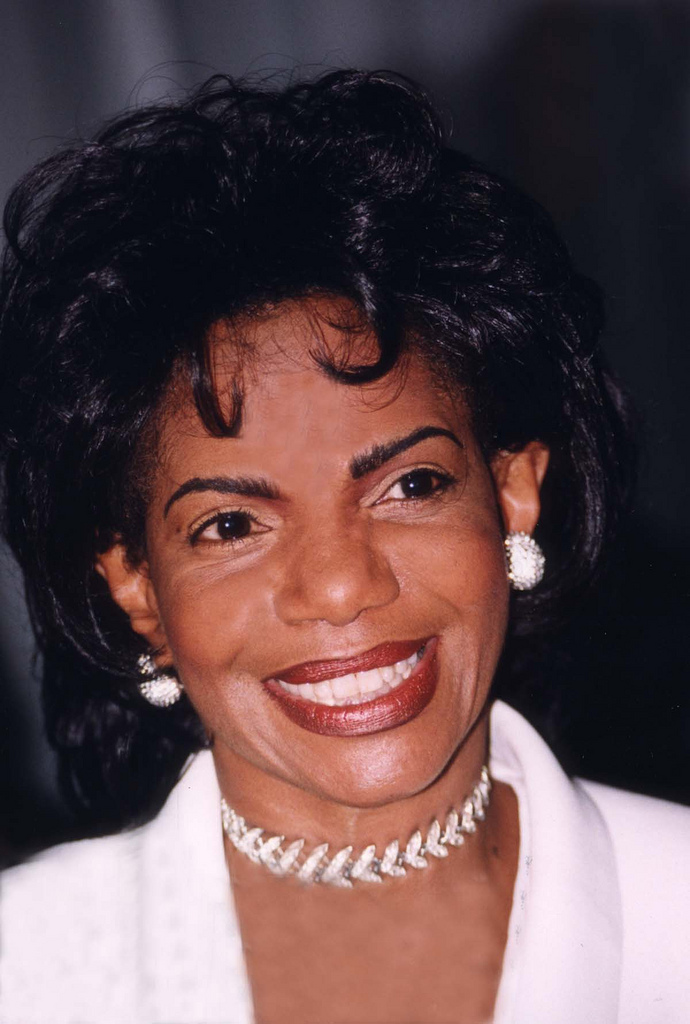
Melba Moore (1999)

Melba Moore, eigentlich Beatrice Melba Hill, (* 29. Oktober 1945 in New York City, New York) ist eine US-amerikanische R&B-Sängerin und Schauspielerin. Von 1975 bis 2011 hatte sie 33 Hits in den amerikanischen R&B-Charts. Zweimal erreichte sie die Spitze: 1986 mit A Little Bit More und 1987 mit Falling. Im Standardwerk Top R&B Singles 1942-1995 wird sie auf Platz 18 der erfolgreichsten Künstler der 1980er Jahre gelistet.

## Karriere
Melba Moores Karriere begann 1967 mit der Rolle der Sheila in der Off-Broadway- und ab 1968 Broadway-Produktion des Musicals Hair. 1970 gewann sie einen Tony Award als „Beste Nebendarstellerin in einem Musical“ für ihre Rolle der Lutiebelle Gussie Mae Jankins in Purlie. 1978 trat sie neben Eartha Kitt als Marsinah in Timbuktu! auf.
Gemeinsam mit Clifton Davis moderierte sie 1972 eine eigene Fernsehshow. Ab Mitte der 1970er Jahre hatte Moore auch Erfolg mit ihren Schallplatten. Ihr Debütalbum I Got Love brachte ihr 1970 eine Grammy-Nominierung als bester Newcomer; 1976 wurde sie für ihre Aufnahme Lean On Me – in der sie einen Ton 35 Sekunden lang hält – in der Kategorie „Beste R&B-Darbietung einer Sängerin“ (Best Female R&B Vocal Performance) ebenfalls für einen Grammy nominiert. This Is It war 1976 ihr einziger Top-10-Erfolg in Großbritannien und auch ein Platz eins in den dortigen Disco-Charts. Weitere Hits wie You Stepped Into My Life (1978), Love's Comin' at Ya (1982), Read My Lips (1985) und Falling (1987) folgten. Sehr erfolgreich waren auch ihre Duette A Little Bit More (1986) und I Can´t Complain (1988) mit dem R&B-Sänger Freddie Jackson.
1979 erhielt Moore eine kleine Rolle in der Verfilmung von Hair; 1986 war sie eine Saison lang Star ihrer eigenen Sitcom Melba, die allerdings nach wenigen Episoden abgesetzt wurde.
1990 nahm Moore mit anderen afroamerikanischen Künstlern wie Anita Baker, Dionne Warwick und Stevie Wonder das Lied Lift Ev'ry Voice and Sing auf, das Lied der afroamerikanischen Bürgerrechtler. Nicht zuletzt aufgrund dieser Veröffentlichung wurde das Lied im Congressional Records, dem Amtsblatt des US-Kongresses als offizielle Nationalhymne der Afroamerikaner anerkannt. Es wurde ihr letzter Top-10-Erfolg in den R&B-Charts.
Ebenfalls 1990 war sie in dem Horrorfilm Vampire in New York (Def by Temptation) zu sehen. 1998 startete sie ihre One-Woman-Show Sweet Songs: A Journey In One Life.
In den 2000er Jahren wandte Moore sich der Gospel-Musik zu. Gelegentlich tritt sie weiterhin in Broadwayshows auf. 2003 spielte sie in dem Film Fighting Temptations an der Seite von Cuba Gooding, Jr. und Beyoncé Knowles.

## Privat
Im September 1974 heiratete Melba Moore den Musikmanager und Geschäftsmann Charles Huggins, von dem sie eine Tochter hat. Moore und Huggins ließen sich 1991 scheiden. In späteren Interviews berichtete Moore, dass sie in den folgenden Jahren über eine Million US-Dollar verlor. Sie sei außerdem auf Sozialhilfe und Essensmarken angewiesen gewesen. 1999 reichte Huggins Klage gegen Moore mit der Begründung ein, sie habe ihn öffentlich diffamiert, indem sie behauptete, er habe sie wirtschaftlich missbraucht. 2015 wurde Huggins wegen des Betreibens eines Schneeballsystems zu zehn Jahren Haft verurteilt. Zu diesem Zeitpunkt hatten sich Moore und Huggins versöhnt und Moore gab bereits 2014 öffentlich bekannt, hinter ihrem Exmann zu stehen.

## Diskografie

### Studio- und Livealben
| Jahr | Titel                             | Höchstplatzierung, Gesamtwochen, AuszeichnungChartplatzierungen (Jahr, Titel, Platzierungen, Wochen, Auszeichnungen, Anmerkungen) | Höchstplatzierung, Gesamtwochen, AuszeichnungChartplatzierungen (Jahr, Titel, Platzierungen, Wochen, Auszeichnungen, Anmerkungen) | Anmerkungen |
| Jahr | Titel                             | US | R&B | Anmerkungen |
| ---- | --------------------------------- | --- | --- | ----------- |
| 1971 | Look What You’re Doing to the Man | US157 (5 Wo.)US | R&B43 (4 Wo.)R&B | Mercury     |
| 1975 | Peach Melba                       | US176 (4 Wo.)US | R&B49 (5 Wo.)R&B | Buddah      |
| 1976 | This Is It                        | US145 (5 Wo.)US | R&B32 (10 Wo.)R&B | Buddah      |
| 1976 | Melba (1976)                      | US177 (7 Wo.)US | R&B30 (9 Wo.)R&B | Buddah      |
| 1978 | Melba (1978)                      | US114 (25 Wo.)US | R&B35 (27 Wo.)R&B | Epic        |
| 1979 | Burn                              | — | R&B71 (2 Wo.)R&B | Epic        |
| 1981 | What a Woman Needs                | — | R&B46 (14 Wo.)R&B | Capitol     |
| 1982 | The Other Side of the Rainbow     | US152 (19 Wo.)US | R&B18 (34 Wo.)R&B | Capitol     |
| 1983 | Never Say Never                   | US147 (14 Wo.)US | R&B9 (35 Wo.)R&B | Capitol     |
| 1985 | Read My Lips                      | US130 (10 Wo.)US | R&B30 (34 Wo.)R&B | Capitol     |
| 1986 | A Lot of Love                     | US91 (29 Wo.)US | R&B7 (59 Wo.)R&B | Capitol     |
| 1988 | I’m in Love                       | — | R&B45 (22 Wo.)R&B | Capitol     |
| 1990 | Soul Exposed                      | — | R&B52 (26 Wo.)R&B | Capitol     |

Weitere Studioalben
- 1970: I Got Love (Mercury)
- 1972: Melba Moore Live! (Mercury)
- 1977: A Portrait of Melba (Buddah)
- 1980: Closer (Epic)
- 1996: Happy Together (mit The Lafayette Harris Jr. Trio, Muse)
- 1999: Solitary Journey (Orpheus)
- 2001: A Very Special Christmas Gift (Believe Music/Lightyear)
- 2002: A Night in St. Lucia (Image)
- 2003: I’m Still Here (Shout Glory)
- 2004: Nobody But Jesus (Believe Music/Lightyear)
- 2007: Live in Concert (Soul Concerts)
- 2009: The Gift of Love (Shanachie, mit Phil Perry)
- 2016: Forever Moore (Muzikk Matrixx)

### Kompilationen
- 1979: Dancin’ with Melba (Buddah)
- 1979: Get Into My Mind (51 West)
- 1981: Sweet Melba (Accord)
- 1994: Greatest Hits (Unidisc)
- 1995: This Is It - The Best of Melba Moore (Razor & Tie)
- 1996: The Magic of Melba Moore: A Little Bit Moore (EMI)
- 2015: The Essential Melba Moore (RCA/Legacy, nur als Download)
- 2016: Standing Right Here - The Anthology - The Buddah & Epic Years (SoulMusic)

### Singles
| Jahr | Titel Album                                         | Höchstplatzierung, Gesamtwochen, AuszeichnungChartplatzierungen (Jahr, Titel, Album, Platzierungen, Wochen, Auszeichnungen, Anmerkungen) | Höchstplatzierung, Gesamtwochen, AuszeichnungChartplatzierungen (Jahr, Titel, Album, Platzierungen, Wochen, Auszeichnungen, Anmerkungen) | Höchstplatzierung, Gesamtwochen, AuszeichnungChartplatzierungen (Jahr, Titel, Album, Platzierungen, Wochen, Auszeichnungen, Anmerkungen) | Höchstplatzierung, Gesamtwochen, AuszeichnungChartplatzierungen (Jahr, Titel, Album, Platzierungen, Wochen, Auszeichnungen, Anmerkungen) | Höchstplatzierung, Gesamtwochen, AuszeichnungChartplatzierungen (Jahr, Titel, Album, Platzierungen, Wochen, Auszeichnungen, Anmerkungen) | Anmerkungen         | [↑]: gemeinsam behandelt mit vorhergehendem Eintrag; [←]: in beiden Charts platziert |
| Jahr | Titel Album                                         | DE | UK | US | R&B | Dance | Anmerkungen         |                                                                                      |
| ---- | --------------------------------------------------- | --- | --- | --- | --- | --- | ------------------- | ------------------------------------------------------------------------------------ |
| 1975 | I Am His Lady Peach Melba                           | — | — | — | R&B82 (6 Wo.)R&B | — |                     |                                                                                      |
| 1976 | This Is It                                          | — | UK9 (8 Wo.)UK | US91 (5 Wo.)US | R&B18 (13 Wo.)R&B | — |                     |                                                                                      |
| 1976 | Lean on Me This Is It                               | — | — | — | R&B17 (17 Wo.)R&B | — |                     |                                                                                      |
| 1977 | Good Love Makes Everything Alright Melba (1976)     | — | — | — | — | Dance36 (9 Wo.)Dance |                     |                                                                                      |
| 1977 | The Long and Winding Road Melba (1976)              | — | — | — | R&B94 (3 Wo.)R&B | — |                     |                                                                                      |
| 1977 | The Way You Make Me Feel Melba (1976)               | — | — | — | R&B62 (8 Wo.)R&B | — |                     |                                                                                      |
| 1978 | Standing Right Here A Portrait of Melba             | — | — | — | R&B69 (5 Wo.)R&B | Dance53 (3 Wo.)Dance |                     |                                                                                      |
| 1978 | You Stepped Into My Life Melba (1978)               | — | — | US47 (7 Wo.)US | R&B17 (18 Wo.)R&B | Dance5 (12 Wo.)Dance |                     |                                                                                      |
| 1979 | Pick Me Up, I’ll Dance Melba (1978)                 | — | UK48 (5 Wo.)UK | — | R&B85 (6 Wo.)R&B | Dance22 (10 Wo.)Dance |                     |                                                                                      |
| 1979 | Miss Thing Burn                                     | — | — | — | R&B90 (2 Wo.)R&B | Dance41 (11 Wo.)Dance |                     |                                                                                      |
| 1980 | Everything So Good About You Closer                 | — | — | — | R&B47 (12 Wo.)R&B | — |                     |                                                                                      |
| 1981 | Take My Love What A Woman Needs                     | — | — | — | R&B15 (17 Wo.)R&B | Dance12 (23 Wo.)Dance |                     |                                                                                      |
| 1981 | Let’s Stand Together What A Woman Needs             | — | — | — | R&B44 (11 Wo.)R&B[Dance: ↑] | Dance12 (23 Wo.)Dance |                     |                                                                                      |
| 1982 | Love’s Comin’ at Ya The Other Side Of The Rainbow   | DE51 (8 Wo.)DE | UK15 (8 Wo.)UK | — | R&B5 (20 Wo.)R&B | Dance2 (15 Wo.)Dance |                     |                                                                                      |
| 1983 | Mind Up Tonight The Other Side Of The Rainbow       | — | UK22 (6 Wo.)UK | — | R&B25 (17 Wo.)R&B | Dance17 (14 Wo.)Dance |                     |                                                                                      |
| 1983 | Underlove The Other Side Of The Rainbow             | — | UK60 (2 Wo.)UK | — | R&B35 (11 Wo.)R&B | Dance42 (8 Wo.)Dance |                     |                                                                                      |
| 1983 | Keepin’ My Lover Satisfied Never Say Never          | — | — | — | R&B14 (15 Wo.)R&B | Dance57 (6 Wo.)Dance |                     |                                                                                      |
| 1984 | Livin’ for Your Love Never Say Never                | — | — | — | R&B6 (17 Wo.)R&B | — |                     |                                                                                      |
| 1984 | Love Me Right Never Say Never                       | — | — | — | R&B15 (13 Wo.)R&B | — |                     |                                                                                      |
| 1985 | I Can’t Believe (It’s Over) Read My Lips            | — | — | — | R&B29 (12 Wo.)R&B | — |                     |                                                                                      |
| 1985 | Read My Lips                                        | — | — | — | R&B12 (15 Wo.)R&B | — |                     |                                                                                      |
| 1985 | When You Love Me Like This Read My Lips             | — | — | — | R&B14 (16 Wo.)R&B | — |                     |                                                                                      |
| 1986 | Love the One I’m With (A Lot of Love) A Lot Of Love | — | — | — | R&B5 (15 Wo.)R&B | — | mit Kashif          |                                                                                      |
| 1986 | A Little Bit More A Lot Of Love                     | — | UK96 (1 Wo.)UK | — | R&B1 (20 Wo.)R&B | — | mit Freddie Jackson |                                                                                      |
| 1986 | Falling A Lot Of Love                               | — | — | — | R&B1 (19 Wo.)R&B | — |                     |                                                                                      |
| 1987 | I’m Not Gonna Let You Go A Lot Of Love              | — | — | — | R&B26 (10 Wo.)R&B | — |                     |                                                                                      |
| 1987 | It’s Been So Long A Lot Of Love                     | — | — | — | R&B6 (15 Wo.)R&B | — |                     |                                                                                      |
| 1988 | I Can’t Complain I’m In Love                        | — | — | — | R&B12 (14 Wo.)R&B | — | mit Freddie Jackson |                                                                                      |
| 1988 | I’m In Love                                         | — | — | — | R&B13 (12 Wo.)R&B | — | mit Kashif          |                                                                                      |
| 1988 | Love & Kisses I’m In Love                           | — | — | — | R&B68 (9 Wo.)R&B | — |                     |                                                                                      |
| 1989 | Do You Really (Want My Love?) I’m In Love           | — | UK93 (2 Wo.)UK | — | R&B10 (14 Wo.)R&B | Dance39 (4 Wo.)Dance |                     |                                                                                      |
| 1989 | Lift Ev’ry Voice and Sing I’m In Love               | — | — | — | R&B9 (13 Wo.)R&B | — |                     |                                                                                      |
| 2011 | Love Is                                             | — | — | — | R&B87 (2 Wo.)R&B | — |                     |                                                                                      |

Weitere Singles
- 1966: Don’t Cry Sing Along with the Music
- 1969: I Messed Up a Good Thing
- 1969: We’re Living to Give (To Give to Each Other)
- 1970: Black Enough
- 1970: Time and Love
- 1970: I Got Love
- 1970: Look What You’re Doing to the Man
- 1971: Loving You Comes So Easy
- 1971: Take Up a Course in Happiness
- 1972: I Ain’t Got to Love Nobody Else
- 1975: Must Be Dues
- 1976: Free
- 1976: Make Me Believe in You
- 1976: Play Boy Scout
- 1977: The Greatest Feeling
- 1978: I Don’t Know No One Else to Turn To
- 1979: Night People
- 1998: Everybody
- 2005: My Heart Belongs to You